# Leanne
Leanne är en amerikansk komediserie som hade premiär den 31 juli 2025 på Netflix. Serien, som består av 16 avsnitt, är skapad av Leanne Morgan.

## Handling
När hennes man lämnar henne för en annan kvinna börjar en motståndskraftig sydstatsmamma om på nytt, med stöd från sin kärleksfulla men frispråkiga familj.

## Rollista (i urval)
- Leanne Morgan - Leanne
- Kristen Johnston - Carol
- Celia Weston - Margaret
- Blake Clark - John
- Ryan Stiles - Bill
- Graham Rogers - Tyler
- Tim Daly
- Jayma Mays
- Blake Gibbons